# John Bostock (médecin)
Pour les articles homonymes, voir John Bostock et Bostock.
John Bostock, Jr. (baptisé le 29 juin 1773, décédé le 6 août 1846) est un médecin, scientifique et géologue anglais de Liverpool.   

## Biographie
Il est un fils du Dr John Bostock, Sr. Il passe quelque temps à New College à Hackney où il assiste Joseph Priestley pour ses conférences sur la chimie et la philosophie naturelle, avant d'être diplômé en médecine à l'Université d'Edimbourg  et pratiquant la médecine à Liverpool. Il s'installe à Londres en 1817 où il se concentre sur la science générale . En 1819, Bostock est le premier à décrire avec précision le rhume des foins comme une maladie qui affecte les voies respiratoires supérieures . 
Il donne des conférences sur la chimie au Guy's Hospital et est président de la Geological Society de Londres en 1826 lorsque cet organisme obtient une charte royale et vice-président de la Royal Society en 1832 . 
Bostock est mort du choléra en 1846 . Il est enterré au cimetière Kensal Green, à Londres. 

## Travaux
Il est l'un des premiers pathologistes chimiques, le premier à réaliser la relation entre la diminution de l'urée dans l'urine lorsqu'elle augmentait dans le sang, tandis que l'albumine dans le sang diminuait à mesure que celle dans l'urine augmentait . Son livre le plus célèbre, System of Physiology, est paru en 1824 . Son seul travail géologique est Sur la purification de l'eau de la Tamise qui est paru en 1826 . 

## Famille
Il épouse Anne Yates et ils ont une fille nommée Elizabeth Anne Bostock en 1817. Elle a consacré sa vie à améliorer l'offre d'éducation des femmes. Sa femme est décédée en 1863 . 